# Adam Hełm-Pirgo
Adam Hełm-Pirgo (ur. 29 września 1852 w Horowie, zm. 3 grudnia 1932 we Lwowie) – podpułkownik piechoty c. i k. armii i Wojska Polskiego, kartograf.

## Życiorys
Urodził się 29 września 1852 w Horowie. W c. i k. armii w październiku 1871 został mianowany kadetem piechoty liniowej z dniem 1 listopada 1871, później w korpusie piechoty awansowany na stopień podporucznika z dniem 1 listopada 1873 i na stopień porucznika z dniem 1 maja 1879. Przez lata służył w 10 pułku piechoty w Jarosławiu (jako kadet pełnił funkcję zastępcy oficera), od września 1881 jako oficer nadkompletowy był przydzielony do służby w Instytucie Wojskowo-Geograficznym. Od 1885 był oficerem 55 pułku piechoty (Brzeżany). W październiku 1886 został awansowany na stopień kapitana 2 klasy z dniem 1 listopada 1886, w grudniu 1888 na kapitana 1 klasy, a potem na stopień majora z dniem 1 listopada 1896. Od 1896 był komendantem 4 batalionu w 78 pułku piechoty w Esseg, a od około 1898 był tam komendantem 3 batalionu, od około 1899 komendantem 1 batalionu, od około 1900 ponownie komendantem 4 batalionu. Został awansowany na stopień podpułkownika z dniem 1 maja 1902. Od tego czasu był komendantem 3 batalionu w 78 pułku. Od około 1903 był komendantem 4 batalionu w 30 pułku piechoty we Lwowie. W listopadzie 1904 został przeniesiony w stan spoczynku. W armii austriackiej służył jako topograf.
U kresu I wojny światowej został przyjęty do Wojska Polskiego i brał udział w obronie Lwowa w trakcie wojny polsko-ukraińskiej, od 11 listopada 1918 pełniąc stanowisko komendanta Komendy Głównej Żandarmerii Obrony Lwowa. Nominalnie sprawował to stanowisko do 23 listopada 1918, zaś faktycznie obowiązki w zakresie organizacji i egzekutywy pełnił już od 10 listopada mjr Wiktor Sas-Hoszowski, przed 11 listopada mianowany jego zastępcą; ppłk Pirgo przekazał mu je z uwagi na podeszły wiek, a sam ograniczył się do dowództwa i kontaktów z Naczelną Komendą). Z racji na swój wiek Pirgo 27 listopada 1918 został skierowany do oddziału kartograficznego Komendy Wojskowej we Lwowie. Był organizatorem kartografii sztabu Dowództwa Wojska Polskiego „Wschód”. Sprawował stanowisko kierownika Biura Kartograficznego, a po zwolnieniu tej funkcji objął ją jego syn Marian.
Do końca życia uczestniczył w uroczystościach obchodów Obrony Lwowa z 1918. Zmarł 3 grudnia 1932. Został pochowany na Cmentarzu Obrońców Lwowa (kwatera XX, miejsce 1832).
Jego żoną została Klementyna z domu Nowak. Ich synami byli oficerowie wojsk austriackich i Wojska Polskiego: por. sap. Adam Klemens Hełm-Pirgo (ur. 1891, w 1918 podporucznik obrony krajowej, w 1923 porucznik rezerwy piechoty WP) i kpt. inż. geograf Marian Adam Hełm-Pirgo (1897–1995).

## Odznaczenia
- Medal Niepodległości – pośmiertnie (4 listopada 1933, za pracę w dziele odzyskania niepodległości)[34]
- inne odznaczenia[24]

austro-węgierskie
- Brązowy Medal Jubileuszowy Pamiątkowy dla Sił Zbrojnych i Żandarmerii (przed 1900)[16]
- Odznaka za Służbę Wojskową 3 stopnia (przed 1900)[16]